# Dragusz
Dragusz (bułg. Драгуш) – wieś w Bułgarii, w obwodzie Błagojewgrad, w gminie Petricz. Według danych szacunkowych Ujednoliconego Systemu Ewidencji Ludności oraz Usług Administracyjnych dla Ludności, 15 czerwca 2020 roku miejscowość liczyła 41 mieszkańców.

## Osoby związane z miejscowością

### Urodzeni
- Georgi Angełow – bułgarski czetnik Doncza Złatkowa[2]
- Kirił Nazyrow (1941) – bułgarski pisarz, poeta